# Johann Friedrich Zückert
Johann Friedrich Zückert est un médecin allemand né à Berlin le 19 décembre 1737.

## Biographie
Il commença par suivre la carrière pharmaceutique et travailla pendant quatre années dans la pharmacie royale, ce qui lui fournit l'occasion de lire beaucoup d'ouvrages de physique, de chimie et de médecine, mais sans adopter aucun plan régulier d'études. Ce fut en 1756 que, décidé à exercer l'art médical, il fréquenta l'amphithéâtre anatomique de Berlin, ainsi que l'hôpital de la Charité de la même ville. Deux ans plus tard, il se rendit à l'université de Francfort-sur-l'Oder, où il eut l'avantage d'être le disciple et l'ami de Cartheuser. Après avoir reçu le bonnet de docteur dans cette université, il parcourut diverses parties de l'Allemagne, s'arrêta quelque temps dans le Harz pour étudier l'histoire minéralogique des montagnes qui le forment et revint dans la capitale de la Prusse vers la fin de 1761. L'année suivante, le collège des médecins de cette ville l'admit dans son sein. Faiblement constitué, Zuckert ne put jamais se livrer aux fatigues d'une pratique étendue ; il préféra le travail du cabinet, d'où résultèrent un assez grand nombre d'ouvrages utiles, principalement sous le rapport de la diététique. Il mourut le 1er mai 1778, n'ayant pas encore 41 ans.

## Productions
1. Dissertatio anatomico-medica de morbis ex aliéna situ partium thorucis, Francfort-sur-l'Oder, 1760, in-4 ;
2. Histoire naturelle et composition minéralogique du Harz supérieur (en all.), Berlin, 1762, in-8 ;
3. Histoire naturelle de quelques provinces du Harz inférieur (en all.), Berlin, 1763, in-8 ;
4. Traité médico-moral des passions (en all.), Berlin, 1763, in-8° ; ibid., in-8° ; ibid., 1774, in-8° ; trad. en hollandais, Harderwyk, 1794, in-8 ;
5. Instruction à l'usage des véritables parents, sur les soins diététiques qu'exigent leurs enfants à la mamelle (en all.), Berlin, 1764, in-8 ; ibid., 177 J, in-8° ;
6. Instruction sur l'éducation diététique des enfants sevrés jusqu'à l'âge nubile (en all.), Berlin, 1765, in-8 ; ibid., 1771, in-8 ; ibid., 1781, in-8 ;
7. Régime des femmes enceintes et des accouchées (en all.), Berlin, 1767, in-8 ; ibid., 1776, in-8° ; ibid., 1791, in-8° ;
8. Description systématique de toutes les eaux minérales et des bains de l'Allemagne (en all.), Berlin, 1768 in-4 ; Kœnigsberg, 1776, in-8 ; Berlin, 1785, in-4°. Cet ouvrage, où le sujet est traité sous ses rapports chimiques, eut un grand succès.
9. Materia alimentaria, in genera, classes et specics disposoita, Berlin, 1769, in-8. Cet ouvrage est divisé en deux parties : la première renferme des considérations générales sur la nutrition, sur les fonctions de l'estomac, la différence des aliments, leurs diverses préparations, les règles à observer pour la salubrité du régime ; le seconde partie, qui est consacrée aux aliments, aux boissons et aux assaisonnements, divise les uns et les autres en classes, en genres et en espèces, et s'attache surtout à faire connaître leurs différentes propriétés et leurs effets sur les organes de la digestion et de la nutrition. En général, les conseils que donne l'auteur sur le régime alimentaire méritent d'être suivis.
10. Traité physico-diététique de l'air et de la température atmosphérique, et de leur influence sur la santé de l'homme (en all.), Berlin, 1770, in-8 ;
11. Livre de table médical, ou Traitement et éloignement des maladies par les moyens diététiques (en all.), Berlin, in-8° ; ibid., 1775, in-8° ;
12. Des vrais moyens de préserver des épidémies la population d'un pays (en all.), Berlin, 1773, in-8 ; ibid., in-8 ;
13. Traité général des aliments (en all.), Berlin, 1773, in-8 ; ibid., 1791, in-8
14. Des aliments tirés du règne animal, Berlin, in-8 ;
15. Des aliments tirés du règne végétal, Berlin, 1778, in-8 ;
16. De insomniis, ut signa in medicina, observationes cum subjùnctis, de oneirocrita medica, meditationibus, dans les Nov. acte physico-medica acad. cœsareœ nalurœ curiosorum, t. 3 ;
17. Sur la certitude en médecine (en all.), dans le Magasin de Berlin, t. 3 ;
18. Recueil abrégé des meilleurs voyages entrepris dans ces derniers temps (en all.). L'auteur cessa au septième volume. Son travail a été continué par d'autres savants.

## Source
« Johann Friedrich Zückert », dans Louis-Gabriel Michaud, Biographie universelle ancienne et moderne : histoire par ordre alphabétique de la vie publique et privée de tous les hommes avec la collaboration de plus de 300 savants et littérateurs français ou étrangers, 2e édition, 1843-1865 [détail de l’édition]